# 皮納基環礁
皮納基環礁（Pinaki），又称泰基耶基耶环礁（Te Kiekie），是南太平洋法屬波利尼西亞的環礁，屬於土阿莫土群島的一部分，位於努库塔瓦克岛東南10公里，由努库塔瓦克市镇管辖，長3公里、寬2公里，土地面積1.3平方公里，潟湖面積0.7平方公里，島上無人居住。

## 外部連結
- Pictures and map （页面存档备份，存于）
- （页面存档备份，存于）
- History （页面存档备份，存于）
- Samuel Wallis (in German) （页面存档备份，存于）
- Atoll names （页面存档备份，存于）

19°25′S 138°42′W / 19.417°S 138.700°W